# Историја Кине
Историја Кине према традиционалним кинеским записима се протеже до времена Три суверена и пет царева пре око 5000 година. Записана историја подржана археолошким доказима потиче из 16. века п. н. е. Кина је једна од најстаријих континуалних цивилизација на свету. За корњачин оклоп који се користио за прорицање са ознакама које подсећају на древно кинеско писмо из династије Шанг је установљено да потичу из времена око 1500. п. н. е. Кинеска држава потиче од градова-држава у долини Хоангхоа. Година 221. п. н. е. се често узима за годину у којој је Кина уједињена у велико краљевство или царство. Те године Ћин Ши Хуанг је први ујединио Кину. Сукцесивне кинеске династије су развиле бирократски систем који је омогућио кинеском цару да контролише огромну територију.
Конвенционално гледиште на историју Кине је да је држава пролазиле кроз периоде политичког јединства и нејединства, а повремено су њом доминирали страни народи, од којих се већина стопила са Кинезима. Културни и политички утицаји из многих делова Азије, преношени сукцесивним имиграцијама, ширењима и културним асимилација су се спојили у кинеску културу.

## Праисторијска Кина
Кина је географски и климатски била погодно место за насељавање људи који су се тим подручјима почели насељавати пре 500.000 година. Пре тога, у југоисточној Кини, пронађени су остаци раних хоминида слични јаванском човеку. пекиншки човек, подврста Homo erectusa, живео је око По Хаја, на југоистоку, али и у средњој и јужној Кини. Homo sapiens се појавио у палеолиту у подручју Ордос, на северу и југозападу, око 30.000. п. н. е. Касније мезолитске културе цветале су на северу, југу и југозападу те на Тајвану.
Неолитске пољопривредне заједнице, непосредни преци кинеске културе, јавиле су се око 7500. п. н. е. у јужној Кини и у брдским крајевима прекривенима прашумом, где је тло речних тераса с добрим одводњавањем било идеално за рану пољопривреду. Једно од најранијих налазишта је Пан-по, с округлим и правоуглим кућама, лончарским пећима и гробљима. У долини Жуте реке постојао је узгој свиња, а рана пољопривреда зависила је од проса, док у делти реке Јангце постоје докази о рижиштима која су постојала већ у 5. миленијуму п. н. е.
Рана историја Кине, којој недостају писани споменици, је описана у каснијим документима из династије Шанг много векова касније. Како су Кинези покушали интроспективно да пишу о минулим вековима, често су мешали митове са чињеницама. У 6. миленијуму пне јавила се Ђаху култура, а у Дамајди у Нингсји области пронађено је 3.172 неолитских гравира на камену које представљају 8.453 знакова као што су: сунце, месец, звезде, богови и сцене лова. Ови пиктограми се сматрају веома сличним најранијим знаковима кинеског писма. До 3000. п. н. е. развиле су се профињене вештине, као што је резбарење жада, а уместо села појављују се мале општине.
Прва значајнија неолитска култура у Кини је култура Јангшао, која се развила у средњем току Жуте реке, у данашњем Хенану, односно јужним деловима провинција Шанси; њени припадници су узгајали просо, пшеницу и рижу, исто као и свиње, козе и говеда, иако је главни извор хране још увек био лов и риболов. Из те културе, која је трајала од око 5000. п. н. е. до око 2500. п. н. е. датира и прва кинеска керамика. Људски остаци из тог периода сугеришу да се њени носиоци нису превише разликовали од данашњих Кинеза.
Културу Јангшао је заменила Култура Лунгшан (2500. п. н. е. – 1800. п. н. е) названа је по препознатљивој црној лончарији, а карактеришу је насеља с одбрамбеним зидовима, прво припитомљавање коња те нова, напреднија технологија, као нпр. лончарско коло.

### Династија Сја
Династија Сја је прва која је описана у древним кинеским текстовима као што су Записи Великог историчара и Анали на бамбусу, из око 2100. п. н. е. до 1600. п. н. е.
Већина археолога повезује ову династију с ископинама у Ерлитоу у средишњој Хенан провинцији, где су ископане пећи за бронзу из око 2000. п. н. е. Пошто у Ерлитоуу или било ком другом локалитету из тог времена није ископано никакво писмо, нема довољно доказа који би доказали да ли је династија Сја икада постојала. Неки археолози тврде да је локација Ерлитоу била престоница Сја. У сваком случају, локалитет Ерлитоу је имао ниво политичке организације који не би био неспојив са легендама о Сији забележеним у каснијим текстовима.  Што је још важније, локалитет Ерлитоу има најраније доказе о елити која је спроводила ритуале користећи посуде од ливеног бронзе, које су касније усвојили Шанг и Џоу.

## Древна Кина

### Династија Шанг
Око 1600. п. н. е. Кина је ушла у бронзано доба с првом археолошки потврђеном владарском династијом - династијом Шанг, која је владала је од око 1520. п. н. е. до 1027. п. н. е. У потрази за рудницима бакра династија Шанг је мењала своју престоницу барем шест пута, а три су ископане: код Ченгчоуа, Ерхлитоуа и Анјанга. Пронађена су и многа мања налазишта, од којих су нека смештена у долини ријеке Јангце и указују на ширење династије Шанг према југу.
Велики градови са заштитним зидовима, богате гробнице, раскошне бакрене посуде, развијени обрт и најранији кинески записи показују богатство и оригиналност Шанг културе. Тада се почела обликовати кинеска култура у облику писаног језика, филозофије, а постепено се јавила и стабилна социјално-политичка и економска структура. Та је династија почела да развија и трговачке везе са подручјима централне, северне и источне Азије.
Величина државе Шанга се не може прецизно одредити, иако јој је средиште било у долини Жуте реке. Карактеристика Шанг културе су познавање писма, развој првих градова и широко развијена обрада бронзе. У доба Шанга се почиње развијати и кинеска економија, а пужеви служе као први облик валуте. Док је у доба Шанга технологија била добро развијена, бронза се сматрала изузетно вредном, те се користила готово искључиво за израду оружја или израду драгоцених предмета. Већина Кинеза је још увек живела на разини каменог доба.
Религија у доба Шанга је релативно непозната, али су тадашњи Кинези Шанг владаре сматрали полубожанствима и називали их синовима Неба. Верује се како је постојао пантеон на чијем је челу био бог Ти. Верује се да из тога периода потиче и кинески обичај штовања предака.

### Династија Џоу
У 11. веку п. н. е. су подручја династије Шанг покорили освајачи пореклом их западних делова долине Жуте реке - некадашњи вазали Шанга - који ће потом установити династију Џоу, најдуговечнију владарску династију у кинеској историји, за чији се почетак традиционално наводи 1027. п. н. е. а крај 256. п. н. е. Период династије Џоу, који се сматра врхунцем кинеског бронзаног доба, је важан због развоја многих институција кинеске културе, укључујући филозофију и религије као што су конфучијанство и таоизам. У Кини се у то време наставила ширити употреба бронзе, а јавља се и гвожђе.
Владавина династије Џоу се традиционално дели на два велика периода. Први од њих је Западни Џоу, назван по томе што се престоница владара Џоуа налазила на западу, око данашњег Сијана, и који је трајао од 1027. п. н. е. до око 772. п. н. е. За њега је карактеристично да се кинеска држава и култура по први пут почела ширити на југ, односно јављати у подручјима долине Јангцеа. Тај је период дошао до краја када су престоницу Џоуа напали и заузели "варвари" са запада. Краљеви Чоуа су уточиште морали пронаћи на истоку, у подручју данашњег Луојанга, те се други период назива Источни Џоу, а за њега је карактеристично слабљење краљевског ауторитета, односно феудална организација државе. Он се опћенито дели на два подпериода: период Пролећа и Јесени (772. п. н. е. - 481. п. н. е.) и период зараћених држава (481. п. н. е. - 256. п. н. е.).

#### Период Пролећа и Јесени
Период Пролећа и Јесени, који је почео 772. п. н. е. и, према традицији, завршио са Конфучијевом смрћу 481. п. н. е., име је добио по историјском тексту Анали Пролећа и Јесени. У њему су краљеви Чоуа, пресељени из своје постојбине на исток и присиљени овисити о милости својих вазала, постепено губили своје политичке овласти, те постајали церемонијалне фигуре. То је довело до развоја феудализма, односно низа мањих политичких ентитета од којих ће неки постепено постајати државе, а чији ће број порасти на стотину. Међу њиховим владарима се јављало интензивно супарништво и борба за територију, које се одражавало кроз низ оружаних сукоба, али је исто тако довело и до потребе за међусобним савезима и развоја дипломатије. Кинески феудални господари су због сталног међусобног надметања потицали развој технологије и реформе државне управе, а што је потицало и развој кинеске интелигенције чији ће им представници - касније познати као Сто школа мишљења - служити као саветници. Уз конфучијанизам и таоизам, у том се периоду развио и легализам и мохизам.

#### Период зараћених држава
До почетка 5. века п. н. е. су велики кинески феудалци, односно њихове државе, успели постепено анектирати мале, тако да се њихов број значајно смањио. С друге стране малобројне феудалне државе добијају толико војне, политичке и економске снаге да се њихови владари постепено почињу називати краљевима и одбацивати чак и формалну оданост церемонијалним владарима Џоуа. Те државе такође почињу да проводе значајне управне и организацијске реформе у смеру сопствене централизације, те из тога периода потиче подела Кине на провинције и округе која ће се одржати до данашњих дана. До 3. века п. н. е. тзв. Седам зараћених држава је у стању да мобилише дотада незамисливо бројне војске. У свему томе је највише успеха имала западна и у ранијим периодима маргинализована држава Ђин, која је крајем 4. века п. н. е. освајањем богатог Сечуана стекла значајну предност над својим супарницима.

### Уједињење Кине
Јачање државе Ђин се наставило и у 3. веку п. н. е. али је њене војне, економске и интелектуалне ресурсе максимално искористио њен владар Женг Јинг, који ће касније постати познат као Ћин Ши Хуанг. У низу војних похода од 230. п. н. е. до 221. п. н. е. је покорио свих шест супарничких држава, те се након тога прогласио првим царем. Због тога га кинеска историја традиционално сматра оснивачем династије Ђин, односно од 221. п. н. е. потиче тзв. царска ера Кине која ће завршити тек успоставом Републике 1911. године.
Ђин Ши Хуанг је значајан владар пре свега због тога што је први успео да уједини Кину у политички ентитет који би се могао назвати националном државом у савременом смислу речи. То је провео не само војним путем, него и бруталном политиком државне централизације, односно стандардизације мера, писма и језика којом су гушене регионалне посебности. Ћин Ши Хуанг је такођер саградио први Кинески зид (дограђен у доба касније династије Минг) уз помоћ робовске радне снаге. Зид је изграђен као одбрана од непријатељских племена из средње Азије. Заштићено Кинеским зидом, царство Ђин обухватало је данашњу северну и источну Кину, те се почело ширити на југ.
Династија Ђин се, међутим, није одржала. Његов син Ћин Ши Ер се показао неспособним угушити серију сељачких устанака, те је свргнут 207. п. н. е. након чега је Кина пала у доба вишегодишње анархије.

## Династија Хан
Разједињеност Кине након пропасти династије Ђин је кратко трајала. Већ 202. п. н. е. је Љу Банг (刘邦), један од устаничких вођа, успео да се наметне свим осталима и прогласио се новим царем по имену Гаозу (高祖) те основао династију са седиштем у Чангану познату као династија Хан. Његова владавина је представљала својеврстан компромис између феудализма карактеристичног за Зараћене државе и централизма династије Хан. У ту је сврху почело промицање конфучијанства као својеврсне државне идеологије и строгог меритократског система кадровирања, који је омогућио квалитету и стабилност државне управе. У таквим условима је у Кини дошло до процвата културе и технологије, али су створени услови за територијалну експанзију, која је била карактеристична за дуготрајну владавину цара Вуа када се кинеска власт крајем 2. века п. н. е. и почетком 1. века п. н. е. проширила на делове данашње Северне Кореје и Вијетнама.
Власт династије Хан је накратко прекинута захваљујући амбициозном канцелару Ванг Мангу који је 9. године н.е. преузео престол прогласивши се царем и оснивачем династије Сјин. Тај је период, међутим, кратко трајао, јер је Ванг Мангова влада године 23. срушена у сељачким устанцима. Неколико година касније је Љу Сју, један од побуњеничких вођа у сродству са ранијим царевима, себе прогласио новим царем под именом Гуангбу. Престоница је премештена на исток у Луојанг, због чега се овај период назива Источна династија Хан, а ранији период Западна династија Хан. Гуангву и његови наследници су донели нови период благостања и процвата културе у Кини; из тог периода потиче проналазак папира. Истовремено је дошло до продора кинеске војске на запад у Таримску котлину одакле се почео контролирати Пут свиле. Преко њега је у Кину по први пут почео долазити и будизам.
У другој половици 2. века, међутим, на двору династије Хан све више почиње јачати утицај еунуха, захваљујући којима је завладала свеопшта корупција у царској управи. Све тежи намети за обично становништво, серија природних катастрофа, као и деловање апокалиптичних таоистичких секти је 184. довело до великог сељачког устанка чији су учесници били познати као Жути турбани. Иако устаници нису успели да свргну царску власт, она је изгубила свој ауторитет те постала тек обичном марионетом у рукама војних команданата, претворених у господаре рата, а чије ће супарништво прерасти у перманентни грађански рат који ће раскомадати земљу.

## Шест династија
Пропаст династије Хан је следио период вишевековне анархије и разједињености Кине познат као Шест династија.

### Три краљевства
Од свих господара рата на крају династије Хан највише успеха је имао Цао Цао, чија је база била у северној Кини, и који је од 196. држао под "заштитом" Сјана, последњег цара династије Хан, те као канцелар користио његов ауторитет да прошири његову територију и покуша да поновно уједини земљу. Његови напори су међутим доживели неуспех захваљујући великој бици код Црвених стена 208. у којој су северњачку војску зауставиле удружене снаге друге двојице великих господара рата - Љу Беја, чија је база била у данашњем Сечуану, и Сун Ћуана, који је контролисао долину Јангцеа. Након још неколико година међусобних сукоба Кина се поделила на три велика подручја под њиховом контролом. Године 220. је Цао Цаов син Цао Пи формално свргнуо цара Xиана и прогласио себе царем нове династије Веј, која је у стварности контролисала само северну Кину, односно државу касније познату као Цао Веј. Љу Беј и Сун Ћуан су следили његов пример те се такође прогласили царевима, основавши тако државе познате као Шу Хан и Источни Ву. Те три државе су касније постале познате као Три краљевства, те предмет инспирације за бројна дела кинеске уметности, књижевности и културе, од којих је најпознатије Романса Три краљевства.

### Период Веј и Ђин (265 - 420)
Тако створена подела Кине на Три краљевства се одржала четрдесет година, све док Цао Веј није постала довољно снажна да нападне и анектира државу Шу Хан 263. године. Међутим, у самој Цао Веј је нагло ојачао клан везан уз премијера Сима Јија, чији су потомци само две године касније свргнули потомке Цао Цао те основали нову царску династију под именом Ђин. Под њиховом влашћу је 280. покорен Источни Ву те је Кина поновно уједињена. Период политичког јединства је, међутим, врло кратко потрајао.

### Период Ву Ху (304 - 439)
Династија Ђин није била у стању да обезбеди политичку стабилност. Тако су већ 291. чланови саме династије отпочели Рат осам принчева, који је имао катастрофалне последице. Настали метеж су искористили Ву Ху или тзв. "Пет варварских народа" који су живели на западним и северним границама Кине, односно као најамници/колонисти у њеном северном делу. Почетком 4. века је дошло до великог Ву Ху устанка који је довео до колапса царске власти на северу земље, која је била присиљена да се повуче јужно од реке Хуај, а заједно са њом и велики број домицилног кинеског становништва; тај егзодус ће се одразити на културну поделу између Северне и Јужне Кине која се одражава до данашњих дана. Победнички Ву Хуи су у северној Кини почели оснивати сопствене државе као Ченг Хан и Хан Жао; оне, међутим, нису дуго трајале, а њихове владарске династије су брзо падале као жртве династијских и међусобних сукоба. Тај је период познат као Шеснаест краљевстава Пет варвара. Упркос дуготрајном хаосу и значајним демографским променама, највећи број Ву Хуа се у том периоду постепено синизирао.

### Северне и Јужне династије (420 - 589)
Године 420. је у јужној Кини свргнут последњи цар династије Ђин. То је значило почетак низа краткотрајних династија и у том подручју Кине, које се називају Јужне династије, док су на северу потомци Ву Ху династија познати као Северне династије. Упркос перманентном грађанском рату, дошло је до процвата културе, делом и због тога што се уз дотада доминантно конфучијанство као владајућу идеологију почео користити дуго потиснути таоизам, али и нова религија - махајана будизам, који ће значајно придонети очувању културног јединства у том политички хаотичном периоду. Исти је период забележио и технолошки напредак - тако да кинеска коњица почиње користити стремен, а забележен је и напредак на пољу медицине, астрономије, математике и картографије.

### Династија Суеј (589 - 618)
Године 581. је на северу Кине династију Северни Џоу срушио Јанг Јиан (楊堅), који се прогласио царем Веном и основао нову династију Суеј. Године 588. је подузео велики поход на југ, присиливши на предају тамошњу династију Чен. Тако је године 589. Кина први пут уједињена након више од три века. Вен је уложио велики напор у поновно стварање не само политичких, него и економских и културних веза између Северне и Јужне Кине, као што је градња Великог канала. Сви ти пројекти су дугорочно успели, али су краткорочно исцрпили државну благајну, а порези створили дубоко незадовољство које ће ескалирати за време Венових мање способних наследника и довести до сељачког устанка и пада династије 618. године. Кинески историчари су касније династију Суеј почели упоређивати са исто тако краткотрајном династијом Ћин.

## Династија Танг
Године 618. је власт у Кини преузео аристократа по имену Ли Јуан, који се прогласио царем Гао−цуом и основао династију Танг. Њена владавина, која је потрајала све до 907. године, се сматра једним од златних доба кинеске историје, односно периодом дуготрајног мира, просперитета и константног јачања државе. Чанган (данашњи Сијан), тадашњи главни град државе, био је у то време највећи град на свету. Гаоцу и његови наследници су се у својој политици наслањали на достигнућа династије Суеј, али су настојали избегавати њихове погрешке. Период је познат по успону будизма који постаје државна религија. Истовремено су отворене нове трговачке руте према западу и југу, те је Кина имала развијене трговачке и дипломатске односе са многим удаљеним земљама, истовремено успоставивши своју културну и војну хегемонију над многим суседним земљама Далеког истока.
На унутрашњем плану је њено постигнуће Царски испитни систем, чији је задатак био изабрати образоване грађане да служе царству; он се одржао до почетка 20. века. Читава је Кина била повезана мрежом поштанских путова, док је превоз добара између подручја у долини реке Јангце и севера била омогућена ефикасном мрежом канала и пловних путова. Цареви династије Танг су такође увели и бројне аграрне реформе чија је сврха била побољшати положај обичних сељака.
Династија је почела слабити захваљујући граничарском генералу Ан Лушану који је 755. покренуо Ан Ши побуну како би се домогао власти. Иако је ипак на крају изгубио 763, брутални грађански рат однео је животе око 33,000,000 Кинеза. Много је озбиљније последице имала побуна генерала Хуанг Чаоа, који је 881. накратко освојио царску престоницу. Иако на крају угушена, ова је побуна значајно начела ауторитет царске династије, како на међународном, тако и на унутрашњем плану.

## Династија Сунг
Пад династије Танг године 907. је довео до још једног периода дуготрајног политичког нејединства и сталних сукоба, познатих као Пет династија и десет краљевстава. "Пет династија" се односи на пет династија које су се до 960. изредале у северној Кини као номинални владари целе земље. У исто време су у јужним и западним деловима Кине колапс централне власти искористили локални велможе и господари рата који су створили 12 независних држава, иако се традиционално наводи само "Десет краљевстава".
Године 960. династија Сунг, чија је престоница била у Кајфенгу, је успела да донесе какву-такву стабилност и успостави власт над највећим делом Кине. Период од следећих неколико векова је такође карактеризовао релативни просперитет и мир, иако се морала помирити са постојањем супарничких династија које су то време држале велике делове Кине. На северу је то била династија Љао или Китанско Царство (916 - 1125) од које потиче реч "Китај" којом се у неким језицима означава "Кина". На западу је то била династија Западни Сја (1038 - 1227). Упркос томе, династија Сунг је остала упамћена по развоју културе и технологије. Прва је издавала банкноте, користила барут у војне сврхе, увела модерне технике штампе и основала прву сталну ратну морнарицу у кинеској историји.
Династија Сунг је године 1121. настојећи поразити династију Љао склопила савез са Ђурченима, номадским народом на северу, који се сматрају прецима данашњих Манџураца. Године 1125. Ђурчени су поразили династију Љао, али су се две године касније окренули против својих савезника, заузели Кајфенг и протерали династију Сунг из северне Кине. Ђурченски владари су тада основали сопствену династију Ђин, а династија Сунг, која се отад назива Јужни Сунг, им је била присиљена плаћати данак и сматрати их сизеренима.

## Кина под Монголским Царством
Почетком 13. века је дотада разједињена племена номадских Монгола почео је уједињавати Темуџин, касније познат као Џингис Кан. Под његовим вођством су Монголи 1209. заузели подручје државе Западни Сја, а потом године 1211. напали северну Кину, односно подручје под управом династије Ђин, освојивши до 1215. северни део њеног подручја. Џингис Кан се потом окренуо освајању других подручја Евроазије, док ће освајање остатка Кине (којег је држала династија Јужни Сунг) наставили његови наследници. Џингис Канов унук Кублај Кан, који је био велики поклоник кинеске културе, се године 1271. прогласио кинеским царем и основао династију Јуан. Након тога покренуо је поход на југ - познат као први у историји у коме је важну улогу имало ватрено оружје - и којим је 1279. окончана династија Сунг. Кина је у том тренутку први пут постала уједињена након краја династије Танг, иако први пут потпуно под влашћу страних освајача. Кублај Канова држава се истовремено простирала на ширем подручју Евроазије, па се може рећи, ако Монголско Царство схватимо као Кинеско Царство, да је у том тренутку Кина имала највећи територијални обим у историји, односно представљала најпространију државу у историји уопште.
Кублај Кан и његови наследници су на свом огромном подручју донели мир и политичку стабилност касније познату као Монголски мир, односно предуслове за дотада незапамћен развој трговине и културних веза међу његовим поданицима. Сматра се како је такво стање искористио познати светски путник Марко Поло, захваљујући коме је Кина по први пут дошла у нешто чвршћи контакт са западним светом. Са друге стране, пописи становништва и други подаци сугеришу да су монголска освајања због своје бруталности имала озбиљне демографске последице по Кину; такође се сматра да је бубонска куга, односно епидемија која ће касније бити позната као Црна смрт, под монголском влашћу у 14. веку погодила и саму Кину. Неки историчари, укључујући Вилијама Мекнила и Дејвида Моргана, сматрају да је куга била главни фактор демографског пада током овог периода. У 14. веку Кина је претрпела додатна разарања због епидемија куге, за које се процењује да су убиле око четвртине становништва Кине.‍:348–351 Верује се да је та и друге катастрофе подстакла дуго тињајући национализам међу Кинезима, односно покрет за збацивање стране власти. Он ће резултовати устанком којим је године 1368. династија Јуан истерана из Кине од стране Таи−цуа, оснивача династије Минг. Остаци династије Јуан су владали Монголијом, да би у 17. веку формално власт предали манџурској династији Ћинг.

## Династија Минг
Таи−цу је, након што је отерао Монголе, себе прогласио царем по имену Хунг Ву, установивши династију Минг са седиштем у Пекингу. На свом почетку династија Минг је Кину не само ослободила, него учинила и великом војном силом. У доба династије Минг подигнут је, као заштита од провале народа из унутрашње Азије, чувени Кинески зид. Држи се да је почетком 15. века Кина била најцивилизованија, најбогатија, најпросвећенија и најнапреднија држава на свету. У то је доба је чувени морепловац Женг Хе кренуо у своје експедиције. Од 16. века почиње и интензификовање контаката са европским земљама, односно европске у Кини, а истодобно се развијају трговачке везе с индијским просторима.
У каснијим периодима династија Минг је Кину, првенствено под утицајем конзервативне неоконфучијанске идеологије, аграрних схватања која су подстицала предрасуде према трговини и ксенофобије све више изоловала од остатка света. Делом је то била и последица раних успеха династије Минг, који су довели до синоцентричког и конформистичког погледа на свет, који је гушио иновативност. То је постепено довело до стагнације и пада који је године 1644. Кину довео под власт династије Ћинг. У 19. и 20. веку, под снажним дојмом страних освајања, колонизације и безбројних понижења, Кинези су често династију Минг идеализовали као златно доба властите историје.
1556. године, током владавине цара Ђјађинга, земљотрес у Шенсију убио је око 830.000 људи, најсмртоноснији земљотрес свих времена.

## Династија Ћинг
Године 1616. се Нурхачи, манџурски велможа и кинески царски вазал, се одметнуо од династије Минг, те, на темељу сопственог џурченског порекла прогласио кинеским царем, односно наследником џурченске династије Ћин. Његове снаге, користећи благодати војне организације познате као Осам барјака, су почеле освајати околна подручја, укључујући подручје данашње Монголије и Кореје. Године 1644. су сељачки устанак и војни пуч Ли Цу-ченга дали прилику Манџурцима да пробију Кинески зид, заузму Пекинг те да свог вођу Хонг Таијиа учине царем и оснивачем нове династије под именом Ћинг. Делови Кине су, међутим, наставили пружати отпор манџурским завојевачима, те је цела Кина била потпуно пацификована тек 1683. године.
Владавина династије Ћинг је била упамћена по настојању да се манџурска власт консолидује терањем кинеских поданика да носе манџурску одећу и фризуре, а што је вековима изазивало дубоко незадовољство и потпиривало ксенофобију. Са друге стране, манџурска војна организација се у 17. и 18. веку показала довољно успешном да омогући велику територијалну експанзију кинеске државе, која је освојила данашњи Синђанг, Тибет и Тајван, односно повећала територију два пута у односу на династију Минг. У 18. веку је забележен драматичан пораст становништва, али је он истовремено изазвао економске проблеме и бројне сељачке устанке. Упркос томе, владари династије Ћинг су се сматрали најмоћнијима на свету, и њихово презриво третирање свих осталих народа и држава као "варварских" поданика је можда највише дошло до изражаја у фијаску британског Макартнијевог изасланства 1792. године.
Кина је почетком 19. века по квантитативним критеријима (број становника, војника, БДП) била уистину најмоћнија држава на свету, али су све те предности биле анулиране вишевековним технолошким заостајањем за западним државама. То је први пут дошло до изражаја када је 1839. између Британије и Кине избио први опијумски рат, у коме су британске снаге, упркос малобројности, лако однеле победе те који је 1842. резултовао по Кину понижавајућим миром у Нанкингу, односно бројним економским, политичким и територијалним уступцима. Британски примјер ће касније следити и друге западне силе као Француска, Русија, САД и Немачка, користећи комбинацију оружане силе и дипломатских притисака како би од Кине одузеле територију или на њеној територији стварали сопствене де факто колоније. Истовремено се династија Ћинг морала носити и са тајпиншким устанком, који је од 1851. до 1864. однео неколико десетака милиона живота те Кину додатно ослабио у војном, економском и политичком погледу.
Разлог за додатни губитак престижа династије Ћинг је и представљао и суседни Јапан, који је у другој половици 19. века прошао кроз неколико деценија интензивне модернизације, а на крају се и сам прикључио западним државама које су комадале Кину. Први јапанско-кинески рат је тако 1895. завршио још једним понижавајућим поразом царске Кине, односно губитком Тајвана. Настојећи очувати какву-такву популарност у народу, царица Циси је године 1900. пружила подршку популарном конзервативном покрету тзв. Боксера, који су настојали избацити странце из Кине, али је западна војна интервенција донела још једно понижење. Код дела кинеских интелектуалаца, али и војних официра, се након тих догађаја почела стварати свест како се Кина може равноправно носити са западним силама једино ако прихвати не само њихову технологију, него и идеје као што су национализам, демократија, либерализам, али и републиканство и социјализам.

## Република Кина
Дана 10. октобра 1911. године у граду Вухану је дошло до војне побуне под водством Тонгменгхуија, тајног револуционарног удружења, чији су припадници формирали привремену владу, а њихов пример су следиле бројни гарнизони широм земље, што је довело до Синхајске револуције, током које је почетком 1912. царски генерал Јуан Шикај формално свргнуо последњег цара Пу Јија, означивши крај династије Ћинг, као и царске Кине. Дана 12. марта 1912. је Сун Јат-сен, водећи реформистички политичар, у Нанкингу формирао привремену владу Републике Кине, а касније од бројних револуционарних група основао политичку странку Куоминтанг.
Нова републиканска влада, међутим, није била у стању успоставити ауторитет на целој територији Царства. Није била у стању ни да спречи Монголију и Тибет да исте године прогласе независност, као ни Јуан Шикаја да 1915. накратко обнови монархију, прогласивши себе царем. Године 1916. је Јуан Шикај абдицирао, али је његова смрт створила вакуум моћи који су злоупотребили регионални војни команданти, започевши еру господара рата. У Кини су нешто касније одредбе Версајског мировног уговора изазвале покрет 4. маја, односно идеју да кинеска модернизација, односно настојање да се земља ослободи страног утицаја мора ићи заједно са радикалним друштвеним реформама. Том ће покрету значајан подстицај дати и Октобарска револуција у суседној Русији, односно грађански рат који је многе кинеске интелектуалце подстакао да проналазе сличности проблема две земље, и покушају користити иста решења. То је свој одраз пронашло и у стварању Комунистичке партије Кине 1920. године.
Комунисти су испочетка деловали у оквиру широког револуционарног фронта, који је под Сун Јат-сеновим вођством из своје базе у јужној Кини покушао заузети контролу над другим деловима земље. Након Сунове смрти 1925. је вођом Куоминтанга постао Чанг Кај-шек; под његовим водством су револуционари, окупљени у Националну револуционарну армију, у Северној експедицији успели под свој надзор ставити највећи део јужне и централне Кине, те обезбедити номиналну оданост господара рата на северу. Године 1927. Чанг је изненада прекинуо свој савез са комунистима, сматрајући их својим главним непријатељима. Дана 12. априла 1927. је организовао Шангајски масакр, који је десетковао комунисте у великим градовима, али их је исто тако натерао да склониште потраже у руралним подручјима. Тамо су организовали прве јединице Црвене армије које ће се супротставити Чангу у дугогодишњем грађанском рату. Подручја под управом комуниста на југу Кине су 1931. постала Кинеска Совјетска Република. Чанг и његови националисти су успели да је униште тек након што је 1934. комунистички вођа Мао Цедунг смењен и под утицајем совјетских саветника обустављена његова успешна герилска стратегија. Преживели комунисти, над којима је команду поновно преузео Мао, су били присиљени на двогодишњи исцрпљујући Дуги марш на крају кога су 1936. пронашли уточиште у северној области Јенан.
Године 1937. је сукоб комуниста и националиста привремено обустављен, и то захваљујући Јапану, чије су снаге, користећи инцидент код моста Марка Пола као изговор, започеле масовну инвазију Кине. Јапан је, користећи хаос у коме се нашла Кина, већ 1931. заузео Манџурију и успоставио марионетску државу Манџукуо, а потом постепено ширио свој утицај преко про-јапанских господара рата. Отворени сукоб у јулу 1937. је постао познат као други јапанско-кинески рат, а у Кини тај догађај сматрају почетком другог светског рата. Чанг и Мао су невољко пристали на престанак међусобног сукоба, али Чангу од тога, барем у почетку, није било неке користи. Чангова војска се показала неравноправним противником бројчано слабијим, али боље извежбаним и вођеним јапанским снагама које су уз подршку морнарице и авијације заузеле не само Пекинг, него и Шангај, а потом све важније луке и градове на истоку земље, присиљавајући Кинезе да се повлаче у унутрашњост. Чанг је због неспособности да се супротстави завојевачу постепено губио подршку у народу, за разлику од комуниста чија је герилска стратегија Јапанцима изазивала далеко веће проблеме.
Јапанска окупација Кине је завршила у лето 1945. када је Јапан капитулирао пред Савезницима. То је довело до краја уједињеног фронта, односно створило услове за наставак грађанског рата, који је поновно избио у лето 1946. године. Чангове снаге су у њему уживале америчку, а Маове совјетску логистичку подршку. Након почетних успеха и упркос номиналној бројчаној надмоћи, националисти су се од лета 1947. суочили са комунистичком офанзивом која их је постепено потискивала на југ. До краја 1949. су под надзором националиста остала једино острва, од којих је највећи био Тајван.

## Народна Република Кина
Кинески комунисти су 1. октобра 1949. симболички прогласили своју победу формирањем Народне Републике Кине у Пекингу. Иако је тај догађај симболички означио крај грађанског рата, непријатељства су настављена и следеће године када су комунисти заузели Хајнан и још неколико острва; отада, међутим, није било већих војних операција, осим повремених артиљеријских двобоја и поморских блокада, које ће углавном престати до краја 1950-их. Непријатељства никада нису формално окончана никаквим споразумом, а што је довело до компликоване међународноправне ситуације познате као Две Кине. Тајван се дан-данас сматра настављачем Републике Кине и претендује на данашње територије НР Кине (и Монголије); НР Кина га, пак, сматра "одметнутом провинцијом", коју има право вратити под своју власт, ако је потребно, и војном силом. Две државе су, међутим, кроз неколико деценија постигле својеврсни модус вивенди и успоставиле економску сарадњу, с тиме да је обема декларативни циљ поновно и мирно уједињење.
Тајван је испочетка преживљавао првенствено уз америчку војну и економску подршку, да би се захваљујући либералној економској политици 1970-их и 1980-их нагло економски ојачао и постао једним од азијских тигрова. На њему је, с друге стране, дуго времена владао Чангов аутократски режим и тек је постепено уведена либерална демократија у западном смислу, односно начета политичка доминација Куоминтанга. Од 1990-их је у Тајвану ојачао и покрет за тајванску независност који се залаже за кидање свих државноправних веза и претензија на копнену Кину.
У копненој Кини је комунистичка власт на међународном плану додатно консолидована када је у октобру 1950. заузет Тибет (где ће девет година касније избити кратки антикинески устанак) као и релативно успешном интервенцијом на страни Севера у Корејском рату. Успркос спољним проблемима, прве године Маове власти су остале забележене као период стабилности незабележене од времена Опијумског рата. Уведене су бројне друштвене реформе којима је побољшан положај сељака, али и жена. Међутим, Мао је већ 1958. покренуо катастрофалан програм брзе индустријализације познат као Велики скок напред, који је, због потпуног занемаривања пољопривредне производње довео до слабе жетве те неминовне глади од које је умрло најмање 20,000,000 Кинеза. Маов је ауторитет био значајно ослабљен, а дошло је и до сукоба са совјетским савезницима, пре свега због настојања да Кина развије сопствено нуклеарно оружје, што јој је успело 1964, али и идеолошких разлога, односно Маовог одбацивања "ревизионистичког" совјетског модела, поготово након дестаљинизације у СССР-у. Мао је 1960-их свој ауторитет настојао да побољша покретањем знамените Културне револуције 1966. која је представљала још једну велику чистку "реакционарних" елемената, и која је имала тешке кадровске посљедице по Кину. Сукоб са Совјетима, који је 1969. две земље довео до мањег оружаног сукоба 1969. и страха од нуклеарног рата, је, пак, подстакао политику рапрочмента са САД, која је започела са председником Никсоном почетком 1970-их. Доминација радикалних левичара у кинеској власти је, пак, прекинута Маовом смрћу 1976. када су на власт дошли умерени левичари на челу са Хуа Гуофенгом и Денг Сјаопингом.
Денг је до 1978. успео да у борби за власт маргинализује Хуа Гуофенга, који је настојао да у Кини уведе реални социјализам совјетског типа. Уместо тога Денг је започео програм радикалних економских реформи, користећи као аргумент кинеско технолошко заостајање, које је између осталога, постало видљиво и у кинеско-вијетнамском рату 1979. године. Денгов је приступ, с једне стране, инсистирао на постепеној економској либерализацији, па су тако у Кину уведени слободно тржиште и поједини аспекти капитализма док је, са друге стране, задржан ауторитарни једнопартијски систем и политичка репресија, захваљујући којој су се проводиле и неке непопуларне реформе, попут политике једног детета којој је циљ био смањити будући демографски притисак и уз њега везане социјалне и политичке тензије. Денгове су реформе крајем 1980-их, пак, изазвале и покрет за политичке реформе међу студентима, који ће ескалирати Тјенанменским демонстрацијама у пролеће 1989. године. Њихово брутално и крваво гушење је изазвало велики одијум према НР Кини у међународној јавности, али су у самој НР Кини Денгове реформе настављене све до данас. Године 1997. је НР Кина од Британаца преузела Хонг Конг, а од Португалије 1999. Макао. Акумулација богатства је у последње две деценије НР Кину учинила једном од водећих индустријских сила света. Од почетка 21. века НР Кина се почиње све више сматрати и политичком силом са амбицијама да истисне САД са места глобалног хегемона.